# Max-Planck-Institut für Biogeochemie
Das Max-Planck-Institut für Biogeochemie ist eine im Jahr 1997 gegründete Forschungseinrichtung auf dem Gebiet der Erdsystemforschung mit Sitz in Jena. Es ist Teil der Max-Planck-Gesellschaft zur Förderung der Wissenschaften e. V.
Das Programm des Institutes umfasst die Planung und Durchführung kritischer Modellexperimente, den Vergleich zwischen Modell und Beobachtung sowie die Verknüpfung von Paläodaten und heutigen Befunden. Dementsprechend arbeiten Biologen, Meteorologen, Geowissenschaftler, Chemiker, Physiker und Mathematiker interdisziplinär zusammen. Zentrale Einrichtungen des Institutes unterstützen die Arbeiten der wissenschaftlichen Abteilungen mit Messung stabiler Isotopen, 14C-Analytik, chemischer Analytik, Datenverarbeitung und mit der Organisation langfristiger Freilandexperimente.

## Wissenschaftliche Zielsetzungen und Organisation
Das Institut definiert die folgenden wissenschaftlichen Zielsetzungen:
- Quantifizierung der Rolle dieser Wechselwirkungen für die Steuerung des Klimas der Erde in einer Zeit zunehmender anthropogener Einflüsse
- Entwicklung eines quantitativen und prädiktiven Verständnisses der Regulation von Prozessen in Ökosystemen und deren biogeochemischen Kreisläufen unter sich ändernden klimatischen Bedingungen
- Untersuchung der Rückkopplungsmechanismen der terrestrischen Erdoberfläche mit ihrer Vegetationsbedeckung auf die Zusammensetzung der Atmosphäre.

Das Institut hat drei Abteilungen (Stand: November 2020)
- Biogeochemische Prozesse (Direktorin: Susan Trumbore)
- Biogeochemische Signale (Direktor: Sönke Zaehle)
- Biogeochemische Integration (Direktor: Markus Reichstein)

Der frühere Abteilungsleiter und Gründungs-Direktor Ernst-Detlef Schulze forscht als Leiter der Emeritus-Gruppe in der Abteilung Biogeochemische Prozesse. Ernst-Detlef Schulze wurde im Jahr 2006 mit dem Deutschen Umweltpreis ausgezeichnet. Martin Heimann ist leitender Autor bei den Sachstandsberichten des Intergovernmental Panel on Climate Change (IPCC), dem 2007 der Friedensnobelpreis verliehen wurde. Susan Trumbore wurde 2010 in die National Academy of Science gewählt.

## Fragestellungen
Eine zentrale Frage, mit der sich das Institut befasst, ist, wie Ökosysteme und biogeochemische Kreisläufe auf sich ändernde Bedingungen des Klimas, der Landnutzung und der Diversität reagieren. Hierbei werden unterschiedliche wissenschaftliche Disziplinen einbezogen und eine Verbindung zwischen Modellierung und Beobachtung sowie zwischen theoretischer und experimenteller Forschung hergestellt.
Natürlich bedingte und auf sehr unterschiedlichen Zeitskalen ablaufende Konzentrationsänderungen der Spurengase überlagern sich mit anthropogenen Einflüssen wie etwa die Nutzung fossiler Brennstoffe, Waldrodung, Land- und Forstwirtschaft, die Kohlendioxid freisetzen und die Erdatmosphäre und das Erdklima beeinflussen. Stickstoff und Süßwasser beeinflussen in gleicher Weise das „System Erde“.

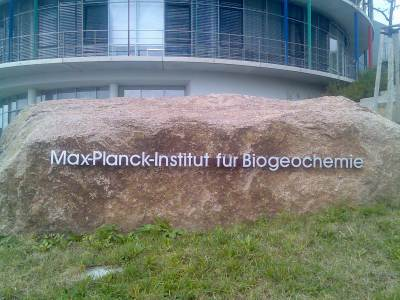
Max-Planck-Institut für Biogeochemie in Jena

Forscher des Max-Planck-Instituts für Biogeochemie wollen herausfinden, ob und bis zu welchem Grad die Natur von Menschen verursachte Störungen ausgleichen kann, inwieweit sich das Gesamtsystem Erde in neue quasistationäre Zustände bewegt und ob diese zum Leben für den Menschen geeignet sein werden. Ebenso werden die biogeochemischen Kreisläufe mit der Landnutzung durch den Menschen und den Eingriffen in die Biodiversität, die Artenvielfalt der belebten Umwelt und das funktionelle Gefüge ihrer Ökosysteme untersucht.
Hierfür werden etwa gezielte Experimente zur Aufdeckung funktioneller Zusammenhänge durchgeführt. Um aus der Vergangenheit auf die Anpassungsfähigkeit der Organismen in der Zukunft zu schließen, werden außerdem paläoklimatologische und paläoökologische Untersuchungen vorgenommen.

## Globale biogeochemische Kreisläufe
Bei der Erforschung der globalen biogeochemischen Kreisläufe geht es darum, ein ungemein komplexes Gesamtsystem verstehen zu lernen, welches aus zahlreichen und unterschiedlichen Teilsystemen gebildet wird.  Diese Teilsysteme sind miteinander über vielfältige Wechselwirkungen verknüpft und beeinflussen sich somit gegenseitig.

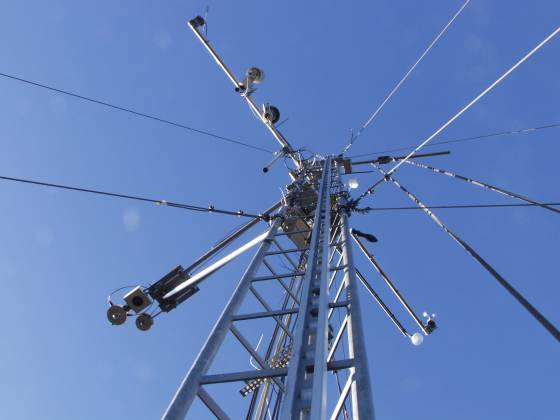
Messturm des Max-Planck-Instituts für Biogeochemie Jena

Beispielgebend für solche Verflechtungen sind die Treibhausgase Kohlendioxid (CO2), Methan (CH4), Lachgas (N2O) und Wasserdampf (H2O). In der Luft liegen diese Gase zwar nur in geringen Konzentrationen vor, bestimmen jedoch in ganz entscheidendem Maße das Klima der Erde und die Lebensbedingungen für alle auf ihr lebenden Organismen.
Die Konzentration und Verteilung dieser Gase werden durch biologische, chemische und physikalische Prozesse gesteuert, die in der terrestrischen Biosphäre, in den Ozeanen und in der Atmosphäre ablaufen – und sie werden sowohl durch planetarische als auch durch menschliche Einflüsse modifiziert. So führten Veränderungen der Erdbahn um die Sonne und Schwankungen der Sonneneinstrahlung zu den bekannten Eiszeiten.

## International Max Planck Research School for global Biogeochemical Cycles
Die International Max Planck Research School for Global Biogeochemical Cycles ist eine Graduiertenschule zur Ausbildung von Doktoranden im Bereich der globalen biogeochemischen Stoffkreisläufe und angrenzenden Erdsystemwissenschaften. Das englischsprachige Promotionsprogramm wird gemeinschaftlich vom MPI für Biogeochemie und der Friedrich-Schiller-Universität Jena betrieben und bietet ein umfassendes Ausbildungsprogramm, welches auch einen mehrmonatigen Forschungsaufenthalt im Ausland einschließt.